# Luigi Mezzacapo
Luigi Mezzacapo (Trapani, 25 de janeiro de 1814 – Roma, 27 de janeiro de 1885) foi um general e político italiano, atuante no Risorgimento.
Começou sua carreira militar como oficial de artilharia no exército das Duas Sicílias, frequentou o Real Collegio Militare della Nunziatella entre  1825 e 1832, tendo como companheiros de curso seu irmão  Carlo e Enrico Cosenz. 
Foi nomeado capitão em 1847, no ano seguinte tomou parte do corpo de 15 000 homens, que o governo de  Carlo Troya enviou para a Lombardia, sob o comando de Guglielmo Pepe, em auxílio ao reino da Sardenha na guerra contra o império Austríaco. Depois da queda de Veneza, em 18 de agosto de 1849, não retornou a Nápoles. Participou da defesa da República Romana em 1849 com o posto de general. Com a queda da cidade, exilou-se primeiro em Malta e depois na Sardenha, onde, junto com o irmão Carlo, editou a  "Biblioteca militare per uso della gioventù italiana" e a "Rivista militare"  (1856).
Em 1859 entrou para o exército piemontês e organizou na Toscana a  "Divisão Mezzacapo" , uma unidade de voluntários da Romagna e Marche , atuando com  Manfredo Fanti na preparação para a anexação da Emilia e Romagna ao Reino da Sardenha. Em 1860 participou da expedição ao Reino das Duas Sicílias com o exército regular piemontês. 
Foi Ministro da Guerra durante os dois governos Depretis. Eleito senador em 1º de dezembro de 1870.

## Obras
- Luigi Mezzacapo e Carlo Mazzacapo, Studi topografici e strategici su l'Italia. Milano: Vallardi, 1859
- Luigi Mezzacapo. Siamo pratici . Roma: Tipografia Barbera, 1879
- Luigi Mezzacapo. Armi e politica . Roma: F. Capaccini, 1881
- Luigi Mezzacapo. Disposizioni di massima per l'esecuzione delle Grandi Manovre di corpi d'armata contrapposti (1880). Roma: Tip. E. De Angelis, [1880!
- Luigi Mezzacapo. Grandi manovre (1880 : Caratteri topografico-militari del terreno prescelto per le grandi manovre di corpi d'armata contrapposti. Roma . Tip. E. De Angelis, [1880!
- Luigi Mezzacapo. La difesa dell'Italia dopo il trasferimento della capitale . Firenze : Tip. Militare, 1865
- Luigi Mezzacapo. La difesa dell'Italia dopo il trasferimento della capitale : considerazioni di L. Mezzacapo. Firenze : Tipografia militare, 1865
- Luigi Mezzacapo. Quid faciendum? . Roma : Tipografia Barbera, 1879
- Luigi Mezzacapo. Relazione sulle banche-usure fuse con Scilla e Costa dell'amministratore giudiziario Luigi Mezzacapo. Napoli : tip. di A. Cons., 1870
- Giovanni Nicotera e Luigi Mezzacapo. Istruzioni per il servizio di repressione del malandrinaggio in Sicilia . Roma : tip. Bencini, 1876